# 土屋邦雄
土屋 邦雄（つちや くにお、1933年9月3日 - 2023年8月20日）は、日本のヴィオラ奏者、指揮者。1959年、東洋人初のベルリン・フィルハーモニー管弦楽団の団員となり、40年以上にわたって在籍した。妻はピアニストの元井美幸。

## 略歴
- 東京府生まれ。東京都立武蔵丘高等学校卒業。
- 東京藝術大学でヴィオラを学ぶ。他に打楽器を今村征男、指揮法を渡辺暁雄、管弦楽法を池内友次郎に師事。
- 大学卒業と同時に東京芸術大学付属高校で教鞭をとる。またNHK交響楽団に首席候補として入団。
- 1956年、ドイツ・ヴィオラ界の第一人者ウルリヒ・コッホと、作曲家のパウル・ヒンデミットと知り合いドイツ行きを勧められ渡独。フライブルクの音楽学校でコッホに師事。
- 1959年1月20日、ベルリン・フィルハーモニー管弦楽団の試験を受け合格、東洋人初のベルリン・フィルのメンバーとなる[4][5]。また、ベルリン・バロック・オーケストラの首席奏者、ソリスト、ベルリン・フィル八重奏団等で活躍[3]。
- ドイツでは小澤征爾、岩城宏之、天沼裕子といった日本人指揮者とも親交を深める。
- 2001年7月1日、ベルリン・フィルで最後の演奏会に出演し、退団[4]。
- 本拠をベルリンに置きながら、日本で指揮を含めた音楽活動を展開した[4]。
- 2023年8月20日、食道がんのためベルリンで死去。89歳没[4][6]。